# Fiq (distrikt)
Fiq (arabiska: منطقة فيق) är ett distrikt i Syrien.   Det ligger i provinsen al-Qunaytira, i den sydvästra delen av landet, 100 kilometer sydväst om huvudstaden Damaskus.